# (20330) Manwell
(20330) Manwell (1998 HY44) – planetoida z pasa głównego asteroid okrążająca Słońce w ciągu 4,45 lat w średniej odległości 2,7 j.a. Odkryta 20 kwietnia 1998 roku.